# Psychotria morobensis
Psychotria morobensis är en måreväxtart som beskrevs av Seymour Hans Sohmer. Psychotria morobensis ingår i släktet Psychotria och familjen måreväxter. Inga underarter finns listade i Catalogue of Life.